# Billom
Billom is een gemeente in het Franse departement Puy-de-Dôme (regio Auvergne-Rhône-Alpes). De plaats maakt deel uit van het arrondissement Clermont-Ferrand. Billom telde op 1 januari 2022 4.826 inwoners.

## Geografie, bereikbaarheid en ligging
De oppervlakte van Billom bedroeg op 1 januari 2022 16,96 vierkante kilometer; de bevolkingsdichtheid was toen 284,6 inwoners per km².
Billom ligt aan een Angaud geheten beek. Het ligt 25 km ten oosten van Clermont-Ferrand en is met die stad verbonden door een goede tweebaansweg. Een andere provinciale weg gaat naar Lezoux (12 km noordwaarts) en Vic-le-Comte (14 km zuidwestwaarts). Openbaar vervoer van betekenis is er, afgezien van de streekbus naar Clermont-Ferrand, nauwelijks; er is sprake van plannen, om weer treinen te laten rijden over het nog bestaande, 9 km lange spoorlijntje naar Vertaizon, waar stoptreinen tussen Thiers en Clermont-Ferrand stoppen.
Ten westen van Billom is een breed dal, waardoorheen de Allier stroomt. Naar het oosten ligt het bergland van de Livradois. Een ruim 50 km lange, bochtige weg loopt door dit gebied naar Ambert.

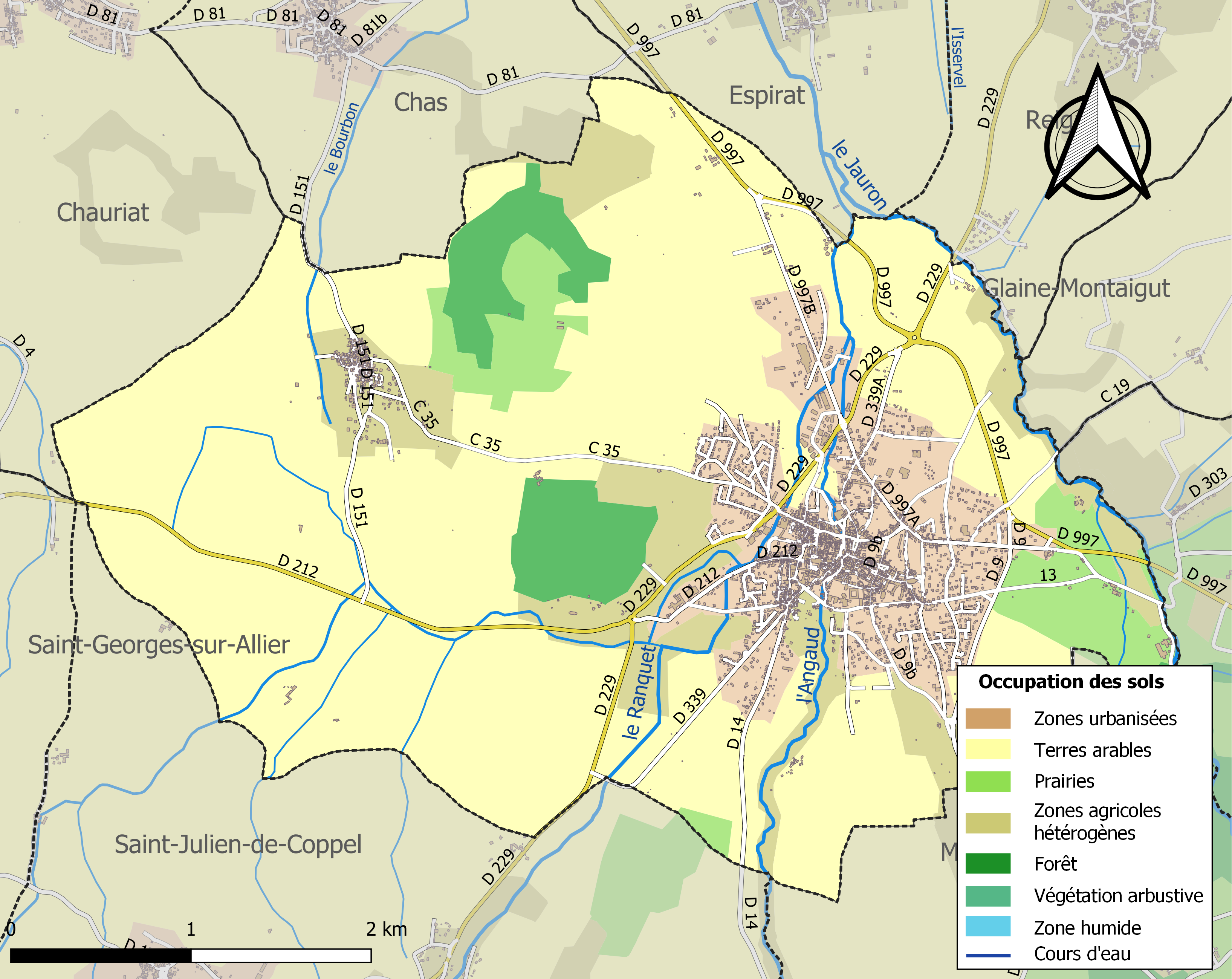
Kaart van de gemeente met belangrijkste infrastructuur, bodemgebruik en omliggende gemeenten

## Geschiedenis
Billom dankt zijn naam vermoedelijk aan een houtmarkt: Biliomagus: Gallisch bilio= hout, magus = markt. In de Romeinse tijd liep er een Romeinse heerbaan langs, die de tegenwoordige plaatsen Bordeaux en Lyon met elkaar verbond. Mogelijk heeft de heilige Austremonius tegen het einde van de klassieke oudheid hier het christendom gepredikt.
Uit de tijd der Merovingen zijn door archeologen restanten van een muntmakerswerkplaats gevonden.
Rond 1100 werd de Saint-Cerneufkerk gebouwd.
Vanaf het eind van de 12e eeuw moet er in Billom een middeleeuwse universiteit hebben bestaan. Deze had maximaal 2000 studenten. Aan het eind van de 15e eeuw raakte dit studium in verval. In zijn plaats kwam een jezuïetencollege. In de stad staat een groot, eind 15e-eeuws stenen huis, het Maison du Chapitre, wat door de professoren van dit studium voor bijeenkomsten zou zijn gebruikt.
Tot aan de Franse Revolutie domineerde de katholieke geestelijkheid Billom sterk. Bij de oprichting van het departement Puy-de-Dôme in 1790 was Billom een van de acht districten waarin het departement was opgedeeld. Na een moeilijke periode met christenvervolgingen door revolutionairen ontwikkelde Billom zich tot een kleine handelsstad. Belangrijke nijverheid was aanvankelijk de productie van henneptouw. Later in de 19e eeuw werd de teelt van hennep vervangen door een tamelijk winstgevende verbouw van knoflook.
Van 1886 tot 1963 was het Franse leger een belangrijke werkgever in het stadje: er stond een militaire school.

## Bezienswaardigheden

### In Billom zelf
- Het centrum van Billom is rijk aan oude gebouwen, waaronder verscheidene schilderachtige vakwerkhuizen. Enkele hiervan, waaronder het Maison des Bouchers (Slagershuis) dateren uit de 15e eeuw. Ook het slanke, 16e-eeuwse belforttorentje is markant.
- Kerk Saint-Cerneuf (gotisch met romaanse crypte); 12e- 13e eeuw; na zware schade tijdens de Franse Revolutie gerestaureerd
- Kerk Saint-Loupe (gotisch); 15e-16e eeuw; wegens instortingsgevaar gesloten; het is de bedoeling, het gebouw op termijn weer te herstellen.
- Aan de noordoostkant van het centrum liggen de Jardins de la Croze, met een Engelse tuin

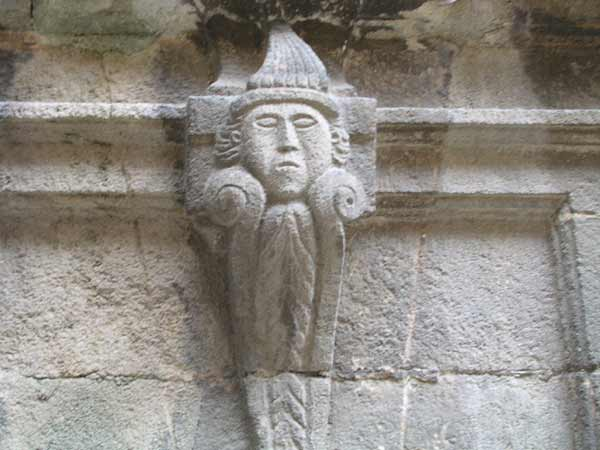
In de oude stad
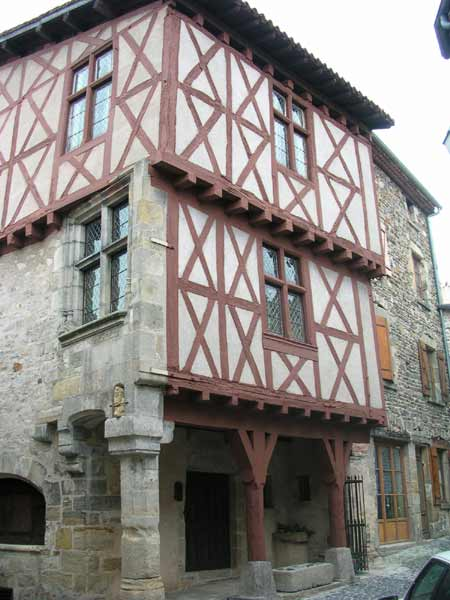
Het Slagershuis
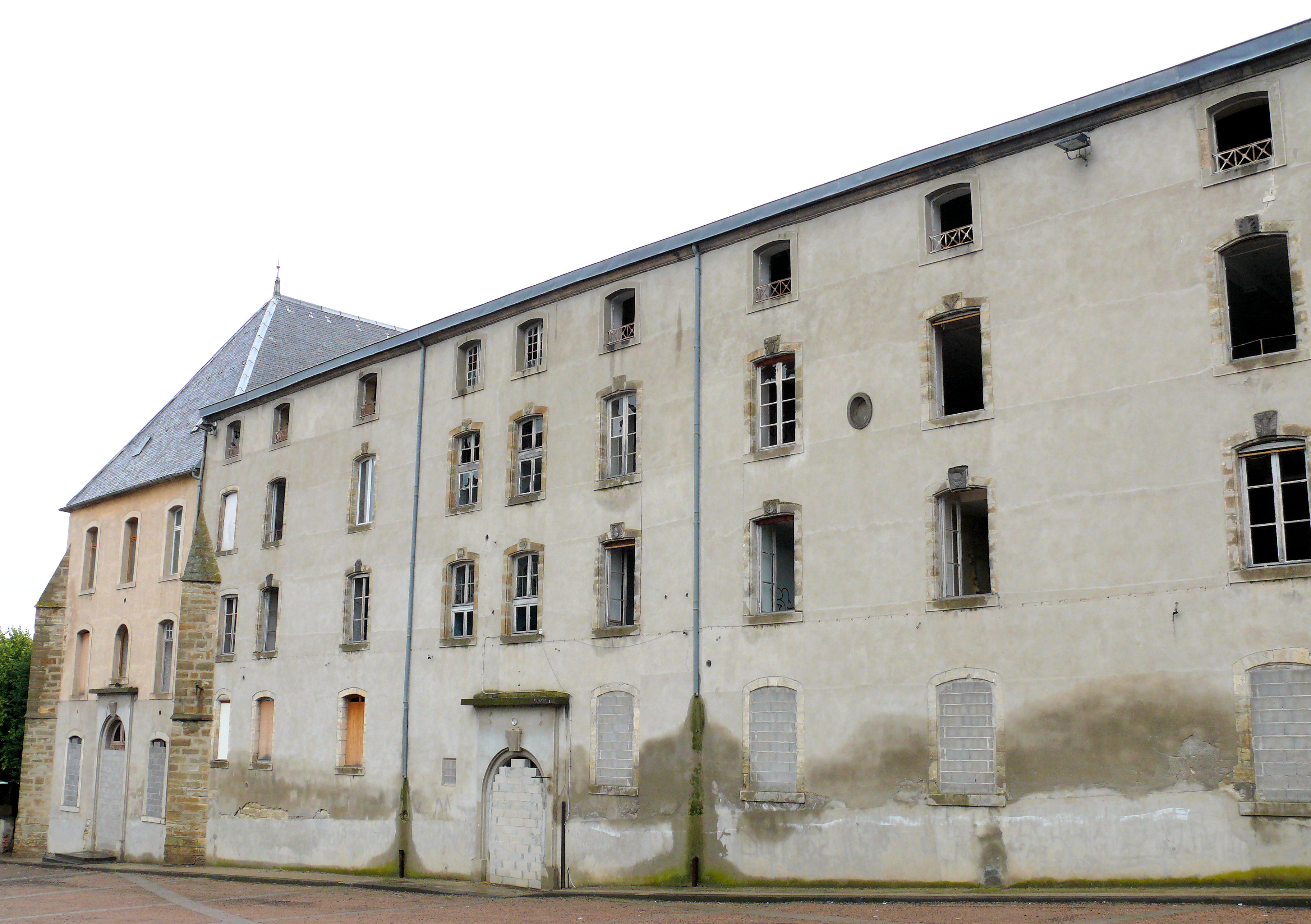
Voormalig jezuïetencollege

### In de omgeving
- De kerk van Petit-Turluron op een 240 m boven Billom uitstekende heuveltop, 3 km ten noordwesten van het stadje.
- In zuidelijke en oostelijke richting strekt zich het fraaie, deels beboste heuvellandschap van het Parc naturel régional Livradois-Forez uit. Er zijn ook enkele op heuveltoppen gelegen kasteelruïnes te vinden.

## Economie
Voor de economie van Billom zijn het toerisme, de landbouw en het midden-en kleinbedrijf op het plaatselijke bedrijventerrein het belangrijkst.

## Demografie
Onderstaande figuur toont het verloop van het inwonertal (bron: INSEE-tellingen).

## Geboren in Billom
- Georges Bataille (1897-1962), schrijver en filosoof